# La Nativitat de Maria de Capçanes
La La Nativitat de Maria és una església parroquial del municipi de Capçanes (Priorat) protegida com a bé cultural d'interès local.

## Descripció
És un edifici de planta rectangular, bastit de maçoneria arrebossada amb reforç de carreu als angles, orientat nord-oest/sud-est, cobert per teulada a dues vessants. A l'interior presenta una estructura de tres naus amb creuer no sobresortit, absis poligonal amb capella i sagristia laterals. Robustos pilars separen les naus, amb tres tramades, la primera de les quals és ocupada pel cor. D'un fris continu arrenca la volta central, de mig punt amb llunetes, en tant que les laterals i el creuer són d'aresta, amb cúpula a la intersecció. L'interior, enguixat, presenta pintures.
El campanar, als peus, és posterior, d'espadanya. L'element de més interès el constitueix la portalada, a la que hom hi accedeix per una escala. La façana, amb un volum exterior reforçat per carreu als angles, conté la porta, molt malmesa per degradació de la pedra. A sobre, un ull de bou. La porta és en arc de mig punt, flanquejada per dues columnes sobre basa, d'ordre corinti i fusts amb 2 tipus de decoració que suporten un fris sobre el que hi ha una fornícula buida. Sobre la porta un relleu, i a banda i banda de la porta relleus de gerro, infant, ceps i fulles que es repeteixen a l'entorn de la fornícula.

## Història
La parròquia de Capçanes fou creada a la darreria del segle xvi. L'actual església fou bastida passats els anys d'increment demogràfic del segle xviii i sembla que la construcció s'allarga durant nou anys. Bastida davant de l'església antiga, hom sufragà les despeses mitjançant l'aplicació d'un impost d'1/20 sobre les collites. Durant la guerra civil se'n van cremar els altars. Amb posterioritat s'han arranjat les teulades, i hi ha un projecte de restauració de la façana.